# Ralph Charbonnier
Ralph Charbonnier (* 15. Februar 1962 in Schlüchtern) ist ein deutscher evangelischer Theologe. Seit dem 27. November 2020 ist er der Theologische Vizepräsident im Landeskirchenamt Hannover.

## Leben
Ralph Charbonnier wuchs in Schlüchtern auf und machte dort 1981 sein Abitur. Von 1981 bis 1988 studierte er Maschinenbau-Ingenieurwissenschaften an der Carolo-Wilhelmina-Universität Braunschweig mit einem Abschluss als Diplom-Ingenieur und ab 1988 Theologie und Philosophie in Marburg. Von 1988 bis 1991 arbeitete Charbonnier als Diplom-Ingenieur in der EDV-Programmentwicklung bei der Seidel GmbH in Marburg. Er war von 1995 bis 1997 Vikar in Hildesheim und im Anschluss Pastor der St.-Vitus-Kirchengemeinde in Wilkenburg-Harkenbleck. 2002 wurde er Studienleiter am Zentrum für Gesundheitsethik an der Akademie Loccum. Von 2008 bis 2015 war Charbonnier Superintendent des Kirchenkreises Burgdorf. 2015 wurde er zum Oberkirchenrat ernannt und Leiter des Referats für sozial- und gesellschaftspolitische Fragen im Kirchenamt der EKD, durch das Amt war er unter anderem Geschäftsführer der EKD Kammer für Soziale Ordnung. Im Dezember 2019 wurde er zum Theologischen Vizepräsidenten (frühere Bezeichnung Geistlicher Vizepräsident) im Landeskirchenamt Hannover ernannt und trat das Amt Ende November 2020 an.
Vom 23. Oktober 2023 bis Juni 2024 hatte er gemeinsam mit dem rechtskundigen Vizepräsidenten Mainusch die Leitung des Landeskirchenamtes inne.
2003 promovierte er über das Thema Technik und Theologie. Ein theologischer Beitrag zum interdisziplinären Technikdiskurs unter besonderer Berücksichtigung der Theologie F.D.E. Schleiermachers.

### Tätigkeiten in Gremien -durch sein Amt als Theologischer Vizepräsident
- Vorsitzender des Kuratorium des Haus kirchlicher Dienste/Serviceagentur der evangelisch-lutherischen Landeskirche Hannovers (seit 2020)
- Vorsitzender des Verwaltungsrates des evangelischen Rundfunkreferates der norddeutschen Kirchen
- Vorsitzender des Aufsichtsrats des Verbandes Evangelischer Publizistik, Hannover
- Vorsitzender des Vorstandes des Sozialwissenschaftlichen Instituts der Evangelischen Kirche in Deutschland. (seit 2023, zuvor stellvertretender Vorsitzender)
- Mitglied des Verwaltungsrats der evangelischen Medienarbeit der ev.luth. Landeskirche Hannovers
- Mitglied der Bischofskonferenz der Vereinigten Evangelisch-Lutherischen Kirche Deutschlands (VELKD).
- Mitglied des Konvents der evangelischen Akademie Loccum

### Mitgliedschaften
- Mitglied in der Akademie für Ethik in der Medizin und ihrer Arbeitsgruppe „Ethik am Lebensende“ (seit 2002)
- Mitglied in der Deutschen Gesellschaft für Palliativmedizin und in der Sektion „Seelsorge“  (seit 2002)
- Gründungsmitglied des Arbeitskreises Theologische Wirtschaft- und Technikethik e.V. (seit 1993)
- Mitglied im Trägerverein des Instituts für Technik-Theologie-Naturwissenschaft an der Ludwig-Maximilians-Universität München e.V. (seit 1993)
- Vorstandsmitglied im Freundeskreis der Hanns-Lilje-Stiftung, Hannover (seit 2012)[4]

## Veröffentlichungen
- Ralph Charbonnier: Technik und Theologie. Ein theologischer Beitrag zum interdisziplinären Technikdiskurs unter besonderer Berücksichtigung der Theologie F. D. E. Schleiermachers, MThSt 77, Marburg 2003
- Ralph Charbonnier/Arnd T. May (Hg.): Patientenverfügungen. Unterschiedliche Regelungsmöglichkeiten zwischen Selbstbestimmung und Fürsorge, Münster 2005
- Ralph Charbonnier: Relationale Bestimmung von Gesundheit und Krankheit. Die Theorie der Humanmedizin Thure von Uexkülls als Impuls für die medizinethische Enhancement-Debatte, in: Wilfried Härle (Hg.): Ethik im Kontinuum. Beiträge zur relationalen Erkenntnistheorie und Ontologie, MThSt 97, Leipzig 2008, S. 181–191
- Ralph Charbonnier/Hans Joachim Schliep, Ethik der Technik und Biotechnologie in Evangelischer Taschenkatechismus. Suchen-Glauben-Leben, Gütersloh 2010, 534–553, Brummer, Andreas, Kießing, Manfred, Rothgangel (Hg).
- Ralph Charbonnier: Kirche in Veränderung. Grundlagen und Konkretionen von Veränderungsprozessen im Kirchenkreis, in: Heinzpeter Hempelmann/Hans-Hermann Pompe (Hg.), Freiraum. Kirche in der Region missionarisch entwickeln, Leipzig 2013, 77–101.
- Ralph Charbonnier: Transzendente Technik? Die Transzendenzkonstruktion von Technik nach Michael Trowitzsch in der transdisziplinären und theologischer Kritik, in: Anne-Maren Richter/Christian Schwarke (Hg.), Technik und Lebenswirklichkeit. Philosophische und theologische Deutungen der Technik im Zeitalter der Moderne, Stuttgart 2014, 163–185.
- Ralph Charbonnier: Für eine Anerkennungskultur zwischen ehrenamtlich und beruflich Mitarbeitenden. Impulse aus Axel Honneths Theorie der Anerkennung für eine Anerkennungskultur in der evangelischen Kirche, in: Cornelia Coenen-Marx/Beate Hofmann (Hg.), Symphonie Drama Powerplay. Zum Zusammenspiel von Haupt- und Ehrenamt in der Kirche, Stuttgart 2017, 200–214.
- Ralph Charbonnier: Technik, in: Gerhard Wegner (Hg.), Von Arbeit bis Zivilgesellschaft. Zur Wirkungsgeschichte der Reformation, Leipzig 2017, 353–365.
- Ralph Charbonnier: Digitalisierung: Theologische Selbstklärungen und Gegenwartsinterpretationen. Eine Skizze, in: Zeitschrift für Pädagogik und Theologie 2018; 70 (3), 238–250.
- Ralph Charbonnier: Patientenwohl und Ökonomisierung des Gesundheitswesens. Herausforderungen für Theologie, Kirche und Diakonie, in: Wege zum Menschen 2018, Bd. 70, 467–483.
- Ralph Charbonnier: Computer lernen nicht. Ein Beitrag zur Sprachkritik im Digitalisierungsdiskurs. zeitzeichen 9/2019, 48–50.
- Ralph Charbonnier: Digitalisierung gerecht gestalten. Zum Beitrag der Kirche im öffentlichen Diskurs und zu Herausforderungen in eigenen Handlungsfeldern, in: DtPfbl 119. Jg. Heft 7/2019, 370–375.
- Ralph Charbonnier: Wahrnehmen, entscheiden, handeln – Werden digitale Maschinen menschlich? Datenverarbeitung im Digitalisierungsdiskurs aus theologischer Sicht, in: Björn Görder/Julian Zeyer-Quattlender (Hg.), Daten als Rohstoff. Die Nutzung von Daten in Wirtschaft, Diakonie und Kirche aus ethischer Perspektive, Berlin 2019, 61–82.
- Ralph Charbonnier: Kirchenmitgliedschaft als Anforderung an Mitarbeitende in Kirche und Diakonie als ein Element der Profilbildung evangelischer Dienststellen und Einrichtungen, in: Zeitschrift für evangelisches Kirchenrecht, 65. Band 2. Heft Juni 2020, 146–171.
- Ralph Charbonnier: Digitales Abendmahl. Orientierungen für eine liturgisch verantwortliche Gestaltung aus semiotischer Perspektive. Ein Versuch, in: Liturgie und Kultur, 11. Jahrgang 3–2020, 84–99.
- Ralph Charbonnier/Jörg Dierken/Malte Dominik Krüger (Hg.), Eindeutigkeit und Ambivalenzen. Theologie und Digitalisierungsdiskurs, Leipzig 2021.
- Ralph Charbonnier: Transformationsprozesse und Digitalisierung. Herausforderungen für Theologie, Kirche und religiöse Bildung, in: Matthias Gronover/Andreas Obermann/Hanne Schnabel-Henke (Hg.), Religiöse Bildung in einer digitalisierten Welt. Beiträge zur Theorie und Praxis des Religionsunterrichts an berufsbildenden Schulen, Münster/New York 2021, 165–186.